# Niños perdidos de Sudán
Los Niños Perdidos de Sudán es el nombre dado a los grupos de más de 20 millones niños de los grupos étnicos Nuer y Dinka que fueron desplazados o quedaron en orfandad durante la segunda guerra civil sudanesa (1983-2005); aproximadamente 7,5 millones de personas murieron y millones fueron desplazados. El nombre "Niños Perdidos de Sudán" fue utilizado coloquialmente por los trabajadores de ayuda humanitaria en los campos de refugiados donde los niños residían en África. El término fue revivido cuando cientos de niños huyeron de la violencia posterior a la independencia de Sudán del Sur durante 2011-13.

## Historia
En 2005, un Acuerdo General de Paz se firmó entre el Norte y el Sur de Sudán, lo que permitió el acceso libre de niños y niñas perdidas de la diáspora sudanesa de todo el mundo para volver a su país. Como resultado, muchos desplazados regresaron a Sudán del Sur para ayudar en la reconstrucción de su país devastado por la guerra para proporcionar ayuda humanitaria y apoyo. En enero de 2011, 99.47% de los sudaneses del sur votaron a favor de separarse del norte y constituir una nación independiente. Algunos niños y niñas perdidas que estudiaron en Estados Unidos ahora tienen puestos en el actual Gobierno de Sudán del Sur.

## En la cultura popular
Ha habido una serie de libros, películas y obras de teatro sobre los niños perdidos, incluyendo:
- 2014: The Good Lie, una película sobre cuatro niños perdidos que se reubican en Estados Unidos.
- 2012: Running for My Life, por Lopez Lomong y Mark Tabb. Autobiografía de un atleta olímpico de Estados Unidos y ex niño perdido.[4]
- 2011: Machine Gun Preacher, una película de Sam Childers, basada en su libro Another Man's War, que se refiere a su trabajo con los huérfanos de guerra sudaneses.
- 2010: A Long Walk to Water por Linda Sue Park. Una novela de ficción sobre Sudán que incluye la historia real del niño perdido Salva Dut.
- 2009: Rebuilding Hope, un documental dirigido por Jen Marlowe de tres niños perdidos, Gabriel Bol Deng, Koor Garang y Garang Mayuol, cuando regresan a Sudán del Sur.[5]
- 2008: War Child, un documental de C. Karim Chrobog sobre el músico y ex niño soldado Emmanuel Jal.
- 2007: Los niños perdidos de Sudán, una obra sobre el tema, escrita por Lonnie Carter.[6]
- 2006: Qué es el Qué: La autobiografía de Valentino Achak Deng, por Dave Eggers. Una novela autobiográfica basada en la historia de Valentino Achak Deng, que ahora vive en los Estados Unidos.